# Joséphine de Meaux
Joséphine de Meaux (Boulogne-Billancourt, 23 gennaio 1977) è un'attrice francese.

## Biografia
Ha studiato dal 1999 al 2002 al Conservatorio nazionale superiore d'arte drammatica di Parigi. Ha quindi recitato in teatro e ha fatto il suo debutto sul grande schermo nel film drammatico del 2003 Qui a tué Bambi? di Gilles Marchand, nel ruolo di un'infermiera, al fianco di Sophie Quinton e Catherine Jacob. Il suo primo ruolo di rilievo è stato nel 2006, nel film Primi amori, primi vizi, primi baci, di Olivier Nakache e Éric Toledano, dove interpretava un'insegnante timida, ruolo per il quale ha vinto il premio come migliore attrice all'Alpe d'Huez International Comedy Film Festival.

## Filmografia parziale
- Qui a tué Bambi?, regia di Gilles Marchand (2003)
- Les Amants réguliers, regia di Philippe Garrel (2005)
- Primi amori, primi vizi, primi baci, regia di Olivier Nakache e Éric Toledano (2006)
- Troppo amici, regia di Olivier Nakache e Éric Toledano (2009)
- La delicatezza, regia di David Foenkinos (2011)
- Poupoupidou, regia di Gérald Hustache-Mathieu (2011)
- Quasi amici - Intouchables, regia di Olivier Nakache e Éric Toledano (2011)
- Le Jour de la grenouille (2012)[3]
- Adorabili amiche, regia di Benoît Pétré (2012)
- Les Vacances de Ducobu (2012)
- Les gazelles (2014)
- Dheepan - Una nuova vita, regia di Jacques Audiard (2015)
- La Vie en grand (2015)
- Pour le réconfort (2017)
- Les petits flocons (2019)
- Fantasie (Les Fantasmes), regia di David e Stéphane Foenkinos (2021)

## Teatrografia parziale
- Les Amis di Kōbō Abe, Espace Kiron (1999)
- The Greeks di Mark Sanders e Ros Steen, l'Opera Studio di Glasgow (2000)
- Une noce di Anton Čechov, CNSAD (2001)
- À Moscou ! À Moscou ! di Anton Čechov, CNSAD (2002)
- Médée ou je ne t’aime plus mercredi di Euripide (2002)[4]
- Le Roi Cerf di Carlo Gozzi (2002)
- Les Repas HYC di Christophe Huysman, Théâtre de la Bastille, tournée (2003)
- Choses tendres di Marie de Beaumont (2004)
- L'Échange di Paul Claudel, Théâtre d'Auxerre e Théâtre de Rungis (2005)
- L'Équilibre de la croix di Valère Novarina, Théâtre de Vincennes (2007)
- Le Bug di Richard Strand, Théâtre La Bruyère (2009)
- La Dispute di Pierre de Marivaux, Comédie-Française in tournée in Francia (2010)
- La Pyramide di Copi, Théâtre des 5 diamants (2011)
- Nulle part à l'heure di Alexandra Cismondi, Ciné 13 Théâtre (2014)
- Orphelins di Dennis Kelly, Théatre de Lorient (2014)
- Chat en Poche di Georges Feydeau, Centre Dramatique National Pays de la Loire (2016)
- Palace die Jean-Michel Ribes et Jean-Marie Gourio, Théâtre de Paris (2019)